# 2005–2006-os UEFA-bajnokok ligája (selejtezők)
A 2005–2006-os UEFA-bajnokok ligája selejtezőit három fordulóban bonyolították le 2005. július 12. és augusztus 24. között. A selejtezőben 58 csapat vett részt.

## 1. selejtezőkör
Az 1. selejtezőkör párosításainak győztesei a 2. selejtezőkörbe jutottak, a vesztesek kiestek.

### Párosítások
| 1. csapat        | Össz.Tooltip Aggregate score | 2. csapat               | 1. mérk. | 2. mérk.   |
| ---------------- | ---------------------------- | ----------------------- | -------- | ---------- |
| Levadia          | 1–2                          | Dinamo Tbiliszi         | 1–0      | 0–2        |
| Kajrat Almati    | 3–4                          | Artmedia Petržalka      | 2–0      | 1–4 (h.u.) |
| Neftçi PFK       | 4–1                          | FH                      | 2–0      | 2–1        |
| Rabotnicski      | 6–1                          | Skonto                  | 6–0      | 0–1        |
| Dinama Minszk    | 1–2                          | Anórthoszisz            | 1–1      | 0–1        |
| Sliema Wanderers | 1–6                          | Sheriff Tiraspol        | 1–4      | 0–2        |
| HB Tórshavn      | 2–8                          | FBK Kaunas              | 2–4      | 0–4        |
| Liverpool FC     | 6–0                          | Total Network Solutions | 3–0      | 3–0        |
| Haka             | 3–2                          | Pjunik                  | 1–0      | 2–2        |
| ND Gorica        | 2–3                          | KF Tirana               | 2–0      | 0–3        |
| Glentoran        | 2–6                          | Shelbourne              | 1–2      | 1–4        |
| F91 Dudelange    | 4–1                          | Zrinjski Mostar         | 0–1      | 4–0 (h.u.) |

### 1. mérkőzések
Az időpontok közép-európai nyári idő szerint értendők.
| 2005. július 12. 15:30 |

| Kajrat Almati           | 2–0               | Artmedia Petržalka |
| ----------------------- | ----------------- | ------------------ |
| Fomenka 39' Artemov 70' | (1–0) Jegyzőkönyv |                    |

| Central Stadium, Almaty Játékvezető: René Rogalla (svájci) |

| 2005. július 12. 16:00 |

| Neftçi PFK               | 2–0               | FH |
| ------------------------ | ----------------- | -- |
| Mammadov 20' Mišura 90+' | (1–0) Jegyzőkönyv |    |

| Tofiq Bahramov Stadium, Baku Játékvezető: Ivan Bebek (horvát) |

| 2005. július 12. 17:30 |

| Levadia             | 1–0               | Dinamo Tbiliszi |
| ------------------- | ----------------- | --------------- |
| Nahk 45' (11-esből) | (1–0) Jegyzőkönyv |                 |

| Kadriorg Stadium, Tallinn Játékvezető: Mark Courtney (északír) |

| 2005. július 12. 18:00 |

| Dinama Minszk  | 1–1               | Anórthoszisz |
| -------------- | ----------------- | ------------ |
| Lentsevich 58' | (0–1) Jegyzőkönyv | Frousos 44'  |

| Dinamo Stadium, Minszk Játékvezető: Damir Skomina (szlovén) |

| 2005. július 12. 20:00 |

| Rabotnicski                                                                | 6–0               | Skonto |
| -------------------------------------------------------------------------- | ----------------- | ------ |
| Kralevski 30' Ignatov 56' (11-esből) Nuhiji 65' 84' Trajčev 69' Maznov 76' | (1–0) Jegyzőkönyv |        |

| Philip II Arena, Skopje Játékvezető: Bruno Paixão (portugál) |

| 2005. július 12. 20:00 |

| Sliema Wanderers | 1–4               | Sheriff Tiraspol                         |
| ---------------- | ----------------- | ---------------------------------------- |
| Bogdanovic 72'   | (0–2) Jegyzőkönyv | Epureanu 21' 62' Kuchuk 25' Florescu 51' |

| Nemzeti Stadion, Ta’ Qali Játékvezető: Michael Ross (északír) |

| 2005. július 13. 17:30 |

| Haka       | 1–0               | Pjunik |
| ---------- | ----------------- | ------ |
| Pasoja 26' | (1–0) Jegyzőkönyv |        |

| Tehtaan kenttä, Valkeakoski Játékvezető: Serhiy Berezka (ukrán) |

| 2005. július 13. 19:00 |

| F91 Dudelange | 0–1               | Zrinjski Mostar |
| ------------- | ----------------- | --------------- |
|               | (0–1) Jegyzőkönyv | B. Marić 15'    |

| Stade Jos Nosbaum, Dudelange Játékvezető: Joseph Attard (máltai) |

| 2005. július 13. 20:00 |

| HB Tórshavn                     | 2–4               | FBK Kaunas                             |
| ------------------------------- | ----------------- | -------------------------------------- |
| Thorsteinsson 29' Jespersen 49' | (1–3) Jegyzőkönyv | Velička 2' 25' Klimek 35' Zelmikas 48' |

| Tórsvøllur, Tórshavn Játékvezető: Brage Sandmoen (norvég) |

| 2005. július 13. 20:00 |

| ND Gorica                  | 2–0               | KF Tirana |
| -------------------------- | ----------------- | --------- |
| M. Kovačevič 66' Birsa 82' | (0–0) Jegyzőkönyv |           |

| Nova Gorica Sports Park, Nova Gorica Játékvezető: Karen Nalbandyan (örmény) |

| 2005. július 13. 20:00 |

| Glentoran | 1–2               | Shelbourne                  |
| --------- | ----------------- | --------------------------- |
| Ward 77'  | (0–0) Jegyzőkönyv | J. Byrne 55' 65' (11-esből) |

| The Oval, Belfast Játékvezető: Georgios Kasnaferis (görög) |

| 2005. július 13. 20:45 |

| Liverpool FC       | 3–0               | Total Network Solutions |
| ------------------ | ----------------- | ----------------------- |
| Gerrard 8' 21' 89' | (2–0) Jegyzőkönyv |                         |

| Anfield, Liverpool Nézőszám: 44 760 Játékvezető: Joeri van de Velde (belga) |

### 2. mérkőzések
| 2005. július 19. 16:00 |

| Dinamo Tbiliszi            | 2–0               | Levadia |
| -------------------------- | ----------------- | ------- |
| Melkadze 45' Orbeladze 50' | (1–0) Jegyzőkönyv |         |

| Boris Paichadze National Stadium, Tbilisi Játékvezető: Alojzije Supraha (horvát) |

| 2005. július 19. 17:00 |

| FBK Kaunas                                   | 4–0               | HB Tórshavn |
| -------------------------------------------- | ----------------- | ----------- |
| Velička 44' Rimkevičius 63' 82' Zelmikas 90' | (1–0) Jegyzőkönyv |             |

| Vėtra Stadium, Vilnius Játékvezető: Tsvetan Georgiev (bolgár) |

| 2005. július 19. 21:00 |

| Total Network Solutions | 0–3               | Liverpool FC              |
| ----------------------- | ----------------- | ------------------------- |
|                         | (0–1) Jegyzőkönyv | Cissé 26' Gerrard 82' 83' |

| Racecourse Ground, Wrexham Nézőszám: 8009 Játékvezető: Carlo Bertolini (svájci) |

| 2005. július 20. 16:00 |

| Pjunik                   | 2–2               | Haka                   |
| ------------------------ | ----------------- | ---------------------- |
| Pachajyan 3' Diawara 30' | (2–1) Jegyzőkönyv | Mattila 38' Fowler 63' |

| Republican Stadium, Jereván Játékvezető: Sorin Corpodean (román) |

| 2005. július 20. 17:00 |

| Zrinjski Mostar | 0–4 (h. u.)                 | F91 Dudelange                                    |
| --------------- | --------------------------- | ------------------------------------------------ |
|                 | (0–0, 0–1, 0–3) Jegyzőkönyv | Gruszczyński 90+3' 105' Di Gregorio 96' Hug 112' |

| Bijeli Brijeg Stadium, Mostar Játékvezető: Aleksandr Gvardis (orosz) |

| 2005. július 20. 18:00 |

| Skonto           | 1–0               | Rabotnicski |
| ---------------- | ----------------- | ----------- |
| Perepļotkins 90' | (0–0) Jegyzőkönyv |             |

| Skonto stadion, Riga Játékvezető: Haim Jakovt (izraeli) |

| 2005. július 20. 19:30 |

| Anórthoszisz | 1–0               | Dinama Minszk |
| ------------ | ----------------- | ------------- |
| Samaras 71'  | (0–0) Jegyzőkönyv |               |

| GSZP Stadion, Nicosia Játékvezető: Iain Brines (skót) |

| 2005. július 20. 19:30 |

| Sheriff Tiraspol    | 2–0               | Sliema Wanderers |
| ------------------- | ----------------- | ---------------- |
| Derme 78' Cociş 83' | (0–0) Jegyzőkönyv |                  |

| Sheriff Stadium, Tiraspol Játékvezető: Mustafa Çulcu (török) |

| 2005. július 20. 20:00 |

| Artmedia Petržalka                                      | 4–1 (h. u.)                 | Kajrat Almati |
| ------------------------------------------------------- | --------------------------- | ------------- |
| Borbély 21' Tchuř 52' Kozák 94' (11-esből) Staňo 120+1' | (1–0, 2–0, 4–1) Jegyzőkönyv | Bogomolov 91' |

| Národné tréningové centrum, Senec Játékvezető: Siarhei Shmolik (fehérorosz) |

| 2005. július 20. 20:15 |

| FH            | 1–2               | Neftçi PFK              |
| ------------- | ----------------- | ----------------------- |
| Borgvardt 60' | (0–0) Jegyzőkönyv | Mammadov 51' Nabiev 75' |

| Kaplakriki, Hafnarfjörður Játékvezető: Sten Kaldma (észt) |

| 2005. július 20. 20:30 |

| KF Tirana                          | 3–0               | ND Gorica |
| ---------------------------------- | ----------------- | --------- |
| Rraklli 38' Dabulla 42' Salihi 47' | (2–0) Jegyzőkönyv |           |

| Qemal Stafa Stadium, Tirana Játékvezető: Bruno Coue (francia) |

| 2005. július 20. 20:30 |

| Shelbourne                                      | 4–1               | Glentoran  |
| ----------------------------------------------- | ----------------- | ---------- |
| Heary 13' J. Byrne 32' (11-esből) 71' Crowe 58' | (2–1) Jegyzőkönyv | McCann 21' |

| Tolka Park, Dublin Játékvezető: Peter Sippel (német) |

## 2. selejtezőkör
A 2. selejtezőkör párosításainak győztesei a 3. selejtezőkörbe jutottak, a vesztesek kiestek.

### Párosítások
| 1. csapat          | Össz.Tooltip Aggregate score | 2. csapat          | 1. mérk. | 2. mérk. |
| ------------------ | ---------------------------- | ------------------ | -------- | -------- |
| FBK Kaunas         | 1–5                          | Liverpool FC       | 1–3      | 0–2      |
| Dinamo Tbiliszi    | 1–5                          | Brøndby IF         | 0–2      | 1–3      |
| Anderlecht         | 5–1                          | Neftçi PFK         | 5–0      | 0–1      |
| Vålerenga          | 5–1                          | Haka               | 1–0      | 4–1      |
| Dinamo Kijiv       | 2–3                          | FC Thun            | 2–2      | 0–1      |
| Anórthoszisz       | 3–2                          | Trabzonspor        | 3–1      | 0–1      |
| Artmedia Petržalka | 5–4                          | Celtic             | 5–0      | 0–4      |
| KF Tirana          | 0–4                          | CSZKA Szofija      | 0–2      | 0–2      |
| Malmö FF           | 5–4                          | Makkabi Haifa      | 3–2      | 2–2      |
| Shelbourne         | 1–4                          | Steaua București   | 0–0      | 1–4      |
| Rabotnicski        | 1–3                          | Lokomotyiv Moszkva | 1–1      | 0–2      |
| F91 Dudelange      | 3–9                          | Rapid Wien         | 1–6      | 2–3      |
| Partizan           | 2–0                          | Sheriff Tiraspol   | 1–0      | 1–0      |
| Debreceni VSC      | 8–0                          | Hajduk Split       | 3–0      | 5–0      |

### 1. mérkőzések
| 2005. július 26. 17:00 |

| Dinamo Tbiliszi | 0–2               | Brøndby IF              |
| --------------- | ----------------- | ----------------------- |
|                 | (0–0) Jegyzőkönyv | Skoubo 59' Elmander 83' |

| Boris Paichadze National Stadium, Tbilisi Játékvezető: Vad István (magyar) |

| 2005. július 26. 19:00 |

| Dinamo Kijiv             | 2–2               | FC Thun                      |
| ------------------------ | ----------------- | ---------------------------- |
| Husyev 20' Shatskikh 40' | (2–1) Jegyzőkönyv | Lustrinelli 28' Aegerter 66' |

| Valerij Lobanovszkij Stadion, Kijev Játékvezető: Dejan Delević |

| 2005. július 26. 19:30 |

| Anórthoszisz                              | 3–1               | Trabzonspor     |
| ----------------------------------------- | ----------------- | --------------- |
| Nicolaou 25' Frousos 83' Tsitaishvili 90' | (1–0) Jegyzőkönyv | Fatih Tekke 77' |

| GSP Stadium, Nicosia Játékvezető: Tommy Skjerven (norvég) |

| 2005. július 26. 20:30 |

| Anderlecht                                                     | 5–0               | Neftçi PFK |
| -------------------------------------------------------------- | ----------------- | ---------- |
| Tihinen 21' Jestrović 24' Mpenza 32' Goor 35' Vanderhaeghe 77' | (4–0) Jegyzőkönyv |            |

| Constant Vanden Stock Stadium, Brüsszel Játékvezető: Darko Čeferin (szlovén) |

| 2005. július 26. 20:45 |

| FBK Kaunas     | 1–3               | Liverpool FC                                   |
| -------------- | ----------------- | ---------------------------------------------- |
| Barevičius 21' | (1–2) Jegyzőkönyv | Cissé 27' Carragher 30' Gerrard 55' (11-esből) |

| Darius and Girėnas Stadium, Kaunas Nézőszám: 8300 Játékvezető: Knud Erik Fisker (dán) |

| 2005. július 26. 20:45 |

| Vålerenga                 | 1–0               | Haka |
| ------------------------- | ----------------- | ---- |
| dos Santos 50' (11-esből) | (0–0) Jegyzőkönyv |      |

| Ullevaal Stadion, Oslo Játékvezető: Alan Kelly (ír) |

| 2005. július 27. 18:00 |

| F91 Dudelange | 1–6               | Rapid Wien                                             |
| ------------- | ----------------- | ------------------------------------------------------ |
| Martine 8'    | (1–4) Jegyzőkönyv | Lawarée 2' 65' Akagündüz 3' 15' Hofmann 5' Kienast 84' |

| Stade Jos Nosbaum, Dudelange Játékvezető: Craig Thomson (skót) |

| 2005. július 27. 19:30 |

| Partizan  | 1–0               | Sheriff Tiraspol |
| --------- | ----------------- | ---------------- |
| Odita 63' | (0–0) Jegyzőkönyv |                  |

| Partizan Stadion, Belgrád Játékvezető: Krzysztof Slupik (lengyel) |

| 2005. július 27. 20:00 |

| Artmedia Petržalka                         | 5–0               | Celtic |
| ------------------------------------------ | ----------------- | ------ |
| Halenár 43' 76' 89' Vaščák 57' Mikulič 78' | (1–0) Jegyzőkönyv |        |

| Tehelné pole, Pozsony Játékvezető: Selçuk Dereli (török) |

| 2005. július 27. 20:00 |

| Rabotnicski | 1–1               | Lokomotyiv Moszkva   |
| ----------- | ----------------- | -------------------- |
| Nuhiji 12'  | (1–0) Jegyzőkönyv | Dmitrij Szicsov 90+' |

| Philip II Arena, Skopje Játékvezető: Dougie McDonald (skót) |

| 2005. július 27. 20:00 |

| Malmö FF                                                 | 3–2               | Makkabi Haifa          |
| -------------------------------------------------------- | ----------------- | ---------------------- |
| Osmanovski 33' D. Andersson 42' (11-esből) Mattisson 68' | (2–2) Jegyzőkönyv | Harazi 2' Colautti 44' |

| Malmö Stadion, Malmö Játékvezető: Julián Rodríguez Santiago (spanyol) |

| 2005. július 27. 20:30 |

| KF Tirana | 0–2               | CSZKA Szofija           |
| --------- | ----------------- | ----------------------- |
|           | (0–0) Jegyzőkönyv | Gueye 89' Gargorov 90+' |

| Qemal Stafa Stadium, Tirana Játékvezető: Kristinn Jakobsson (izlandi) |

| 2005. július 27. 20:30 |

| Shelbourne | 0–0         | Steaua București |
| ---------- | ----------- | ---------------- |
|            | Jegyzőkönyv |                  |

| Tolka Park, Dublin Játékvezető: Romans Lajuks (lett) |

| 2005. július 27. 20:45 |

| Debreceni VSC                  | 3–0               | Hajduk Split |
| ------------------------------ | ----------------- | ------------ |
| Bogdanović 26' 40' Kerekes 58' | (2–0) Jegyzőkönyv |              |

| Oláh Gábor utcai stadion, Debrecen Játékvezető: Knut Kircher (német) |

### 2. mérkőzések
| 2005. augusztus 2. 20:45 |

| Liverpool FC          | 2–0               | FBK Kaunas |
| --------------------- | ----------------- | ---------- |
| Gerrard 77' Cissé 86' | (0–0) Jegyzőkönyv |            |

| Anfield, Liverpool Nézőszám: 43 717 Játékvezető: Gianluca Paparesta (olasz) |

| 2005. augusztus 2. 20:45 |

| Celtic                                                      | 4–0               | Artmedia Petržalka |
| ----------------------------------------------------------- | ----------------- | ------------------ |
| Thompson 21' (11-esből) Hartson 44' McManus 54' Beattie 82' | (2–0) Jegyzőkönyv |                    |

| Celtic Park, Glasgow Játékvezető: Alberto Undiano Mallenco (spanyol) |

| 2005. augusztus 3. 17:00 |

| Neftçi PFK          | 1–0               | Anderlecht |
| ------------------- | ----------------- | ---------- |
| Boret 5' (11-esből) | (1–0) Jegyzőkönyv |            |

| Tofiq Bahramov Stadium, Baku Játékvezető: Kassai Viktor (magyar) |

| 2005. augusztus 3. 17:00 |

| Haka        | 1–4               | Vålerenga                          |
| ----------- | ----------------- | ---------------------------------- |
| Lehtinen 9' | (1–2) Jegyzőkönyv | Wæhler 26' Flo 28' 74' Iversen 59' |

| Tehtaan kenttä, Valkeakoski Játékvezető: Howard Webb (angol) |

| 2005. augusztus 3. 18:00 |

| Lokomotyiv Moszkva       | 2–0               | Rabotnicski |
| ------------------------ | ----------------- | ----------- |
| Szicsov 75' Asatiani 85' | (0–0) Jegyzőkönyv |             |

| Lokomotiv Stadion, Moszkva Játékvezető: Nicolai Vollquartz (dán) |

| 2005. augusztus 3. 18:00 |

| Makkabi Haifa              | 2–2               | Malmö FF               |
| -------------------------- | ----------------- | ---------------------- |
| Colautti 10' Arbeitman 60' | (1–1) Jegyzőkönyv | Alves 21' Abelsson 89' |

| Bloomfield Stadium, Tel-Aviv Játékvezető: Alexandru Tudor (román) |

| 2005. augusztus 3. 19:00 |

| Trabzonspor     | 1–0               | Anórthoszisz |
| --------------- | ----------------- | ------------ |
| Fatih Tekke 40' | (1–0) Jegyzőkönyv |              |

| Hüseyin Avni Aker Stadium, Trabzon Játékvezető: Gerald Lehner (osztrák) |

| 2005. augusztus 3. 19:30 |

| Sheriff Tiraspol | 0–1               | Partizan  |
| ---------------- | ----------------- | --------- |
|                  | (0–0) Jegyzőkönyv | Odita 74' |

| Sheriff Stadium, Tiraspol Játékvezető: Pascal Garibian (francia) |

| 2005. augusztus 3. 19:30 |

| Steaua București                              | 4–1               | Shelbourne   |
| --------------------------------------------- | ----------------- | ------------ |
| Nicoliţă 18' Iacob 27' Diniţă 61' Opriţa 90+' | (2–1) Jegyzőkönyv | J. Byrne 38' |

| Steaua Stadion, Bukarest Játékvezető: Claude Colombo (francia) |

| 2005. augusztus 3. 19:45 |

| CSZKA Szofija       | 2–0               | KF Tirana |
| ------------------- | ----------------- | --------- |
| Zadi 2' Todorov 90' | (1–0) Jegyzőkönyv |           |

| Balgarska Armia Stadium, Sofia Játékvezető: Martin Ingvarsson (svéd) |

| 2005. augusztus 3. 20:15 |

| Brøndby IF                                      | 3–1               | Dinamo Tbiliszi |
| ----------------------------------------------- | ----------------- | --------------- |
| Lorentzen 9' Aladashvili 42' (öngól) Kamper 86' | (2–0) Jegyzőkönyv | Iashvili 65'    |

| Brøndby Stadium, Brøndby Játékvezető: Michael Weiner (német) |

| 2005. augusztus 3. 20:15 |

| Hajduk Split | 0–5               | Debreceni VSC                                  |
| ------------ | ----------------- | ---------------------------------------------- |
|              | (0–3) Jegyzőkönyv | Halmosi 1' 27' Kerekes 22' Sidibe 76' Kiss 90' |

| Stadion Poljud, Split Játékvezető: Richard Havrilla (szlovák) |

| 2005. augusztus 3. 20:15 |

| Rapid Wien                    | 3–2               | F91 Dudelange                     |
| ----------------------------- | ----------------- | --------------------------------- |
| Lawarée 47' 81' Dollinger 86' | (0–2) Jegyzőkönyv | Tosun 7' (öngól) Gruszczyński 37' |

| Gerhard Hanappi Stadium, Bécs Játékvezető: Athanassios Briakos (görög) |

| 2005. augusztus 3. 20:15 |

| FC Thun         | 1–0         | Dinamo Kijiv |
| --------------- | ----------- | ------------ |
| Bernardini 90+' | Jegyzőkönyv |              |

| Stade de Suisse, Bern Játékvezető: Pedro Proença (portugál) |

## 3. selejtezőkör
A 3. selejtezőkör párosításainak győztesei a csoportkörbe jutottak, a vesztesek az UEFA-kupa első fordulójába kerültek.

### Párosítások
| 1. csapat          | Össz.Tooltip Aggregate score | 2. csapat          | 1. mérk. | 2. mérk.   |
| ------------------ | ---------------------------- | ------------------ | -------- | ---------- |
| Wisła Kraków       | 4–5                          | Panathinaikósz     | 3–1      | 1–4 (h.u.) |
| Real Betis         | 3–2                          | AS Monaco          | 1–0      | 2–2        |
| Vålerenga          | 1–1 (t. 3–4)                 | Club Brugge        | 1–0      | 0–1 (h.u.) |
| Manchester United  | 6–0                          | Debreceni VSC      | 3–0      | 3–0        |
| Everton            | 2–4                          | Villarreal CF      | 1–2      | 1–2        |
| Anórthoszisz       | 1–4                          | Rangers            | 1–2      | 0–2        |
| Steaua București   | 3–4                          | Rosenborg          | 1–1      | 2–3        |
| Rapid Wien         | 2–1                          | Lokomotyiv Moszkva | 1–1      | 1–0        |
| Artmedia Petržalka | 0–0 (t. 4–3)                 | Partizan           | 0–0      | 0–0 (h.u.) |
| CSZKA Szofija      | 2–3                          | Liverpool FC       | 1–3      | 1–0        |
| Sporting CP        | 2–4                          | Udinese            | 0–1      | 2–3        |
| Malmö FF           | 0–4                          | FC Thun            | 0–1      | 0–3        |
| Sahtar Doneck      | 1–3                          | Internazionale     | 0–2      | 1–1        |
| FC Basel           | 2–4                          | Werder Bremen      | 2–1      | 0–3        |
| Brøndby IF         | 3–5                          | Ajax               | 2–2      | 1–3        |
| Anderlecht         | 4–1                          | Slavia Praha       | 2–1      | 2–0        |

### 1. mérkőzések
| 2005. augusztus 9. 20:00 |

| Anórthoszisz | 1–2               | Rangers              |
| ------------ | ----------------- | -------------------- |
| Frousos 72'  | (0–0) Jegyzőkönyv | Novo 64' Ricksen 71' |

| GSP Stadium, Nicosia Játékvezető: Frank De Bleeckere (belga) |

| 2005. augusztus 9. 20:45 |

| Wisła Kraków                       | 3–1               | Panathinaikósz |
| ---------------------------------- | ----------------- | -------------- |
| Brożek 13' Uche 52' Frankowski 70' | (1–1) Jegyzőkönyv | Olisadebe 4'   |

| Stadion Miejski, Krakkó Játékvezető: Claus Bo Larsen (dán) |

| 2005. augusztus 9. 21:00 |

| Vålerenga   | 1–0               | Club Brugge |
| ----------- | ----------------- | ----------- |
| Iversen 56' | (0–0) Jegyzőkönyv |             |

| Ullevaal Stadion, Oslo Játékvezető: Vladimír Hriňák (szlovák) |

| 2005. augusztus 9. 21:05 |

| Manchester United                        | 3–0               | Debreceni VSC |
| ---------------------------------------- | ----------------- | ------------- |
| Rooney 7' Van Nistelrooy 49' Ronaldo 63' | (1–0) Jegyzőkönyv |               |

| Old Trafford, Manchester Játékvezető: Luis Medina Cantalejo (spanyol) |

| 2005. augusztus 9. 21:05 |

| Everton     | 1–2               | Villarreal CF             |
| ----------- | ----------------- | ------------------------- |
| Beattie 42' | (1–2) Jegyzőkönyv | Figueroa 27' Josico 45+1' |

| Goodison Park, Liverpool Nézőszám: 37 685 Játékvezető: Tom Henning Øvrebø (norvég) |

| 2005. augusztus 9. 22:00 |

| Real Betis | 1–0               | AS Monaco |
| ---------- | ----------------- | --------- |
| Edu 90+3'  | (0–0) Jegyzőkönyv |           |

| Estadio Manuel Ruiz de Lopera, Sevilla Nézőszám: 30 000 Játékvezető: Graham Poll (angol) |

| 2005. augusztus 10. 18:45 |

| Malmö FF | 0–1               | FC Thun     |
| -------- | ----------------- | ----------- |
|          | (0–1) Jegyzőkönyv | Pimenta 34' |

| Malmö Stadion, Malmö Játékvezető: Arturo Daudén Ibáñez (spanyol) |

| 2005. augusztus 10. 19:00 |

| Brøndby IF                    | 2–2               | Ajax                    |
| ----------------------------- | ----------------- | ----------------------- |
| Skoubo 33' Escudé 90' (öngól) | (1–1) Jegyzőkönyv | Rosenberg 30' Babel 73' |

| Brøndby Stadium, Brøndby Játékvezető: Massimo De Santis (olasz) |

| 2005. augusztus 10. 20:00 |

| Artmedia Petržalka | 0–0         | Partizan |
| ------------------ | ----------- | -------- |
|                    | Jegyzőkönyv |          |

| Tehelné pole, Pozsony Játékvezető: Peter Fröjdfeldt (svéd) |

| 2005. augusztus 10. 20:00 |

| Sahtar Doneck | 0–2               | Internazionale          |
| ------------- | ----------------- | ----------------------- |
|               | (0–0) Jegyzőkönyv | Martins 68' Adriano 79' |

| RSC Olimpiyskiy, Donetsk Játékvezető: Alain Hamer (luxemburgi) |

| 2005. augusztus 10. 20:30 |

| Anderlecht         | 2–1               | Slavia Praha |
| ------------------ | ----------------- | ------------ |
| Goor 7' Mpenza 38' | (2–1) Jegyzőkönyv | Jarolím 21'  |

| Constant Vanden Stock Stadium, Anderlecht Játékvezető: Yuri Baskakov (orosz) |

| 2005. augusztus 10. 20:45 |

| FC Basel            | 2–1               | Werder Bremen |
| ------------------- | ----------------- | ------------- |
| Degen 27' Rossi 52' | (1–0) Jegyzőkönyv | Klose 73'     |

| St. Jakob-Park, Basel Játékvezető: Paul Allaerts (belga) |

| 2005. augusztus 10. 20:45 |

| Rapid Wien     | 1–1               | Lokomotyiv Moszkva |
| -------------- | ----------------- | ------------------ |
| Valachovič 75' | (0–1) Jegyzőkönyv | Samedov 10'        |

| Gerhard Hanappi Stadium, Bécs Játékvezető: Lucílio Batista (portugál) |

| 2005. augusztus 10. 20:45 |

| CSZKA Szofija | 1–3               | Liverpool FC                |
| ------------- | ----------------- | --------------------------- |
| Dimitrov 45'  | (1–2) Jegyzőkönyv | Cissé 25' Morientes 31' 58' |

| Vasil Levski National Stadium, Sofia Nézőszám: 16 512 Játékvezető: Jan Wegereef (holland) |

| 2005. augusztus 10. 21:00 |

| Steaua București | 1–1               | Rosenborg   |
| ---------------- | ----------------- | ----------- |
| Iacob 30'        | (1–0) Jegyzőkönyv | Helstad 85' |

| Steaua Stadion, Bukarest Játékvezető: Eric Braamhaar (holland) |

| 2005. augusztus 10. 22:15 |

| Sporting CP | 0–1               | Udinese                 |
| ----------- | ----------------- | ----------------------- |
|             | (0–1) Jegyzőkönyv | Iaquinta 29' (11-esből) |

| Estádio José Alvalade, Lisszabon Játékvezető: Kyros Vassaras (görög) |

### 2. mérkőzések
| 2005. augusztus 23. 17:00 |

| Lokomotyiv Moszkva | 0–1               | Rapid Wien     |
| ------------------ | ----------------- | -------------- |
|                    | (0–0) Jegyzőkönyv | Valachovič 84' |

| Lokomotiv Stadion, Moszkva Játékvezető: Manuel Mejuto González (spanyol) |

| 2005. augusztus 23. 20:00 |

| Partizan | 0–0 (h. u.) | Artmedia Petržalka |
| -------- | ----------- | ------------------ |
|          | Jegyzőkönyv |                    |

| Partizan Stadion, Belgrád Játékvezető: Steve Bennett (angol) |

| 2005. augusztus 23. 20:15 |

| FC Thun                            | 3–0               | Malmö FF |
| ---------------------------------- | ----------------- | -------- |
| Bernardini 26' Lustrinelli 40' 66' | (2–0) Jegyzőkönyv |          |

| Stade de Suisse, Bern Játékvezető: Stefano Farina (olasz) |

| 2005. augusztus 23. 20:45 |

| Rosenborg                                | 3–2               | Steaua București    |
| ---------------------------------------- | ----------------- | ------------------- |
| Solli 38' Ødegaard 57' Rădoi 60' (öngól) | (1–0) Jegyzőkönyv | Rădoi 74' Iacob 76' |

| Lerkendal Stadion, Trondheim Játékvezető: Alain Sars (francia) |

| 2005. augusztus 23. 20:45 |

| Udinese                                          | 3–2               | Sporting CP              |
| ------------------------------------------------ | ----------------- | ------------------------ |
| Iaquinta 23' (11-esből) Natali 35' Barreto 90+1' | (2–1) Jegyzőkönyv | Douala 38' Pinilla 90+2' |

| Stadio Friuli, Udine Játékvezető: Terje Hauge (norvég) |

| 2005. augusztus 23. 20:45 |

| AS Monaco               | 2–2               | Real Betis       |
| ----------------------- | ----------------- | ---------------- |
| Gerard 33' Maoulida 63' | (1–1) Jegyzőkönyv | Oliveira 17' 75' |

| Stade Louis II, Monaco Nézőszám: 21 000 Játékvezető: Ľuboš Micheľ (szlovák) |

| 2005. augusztus 23. 20:45 |

| Panathinaikósz                                         | 4–1 (h. u.)                 | Wisła Kraków   |
| ------------------------------------------------------ | --------------------------- | -------------- |
| Morris 62' Olisadebe 65' Papadopoulos 87' Kotsios 114' | (0–0, 3–1, 3–1) Jegyzőkönyv | Sobolewski 78' |

| Olimpiai Stadion, Athén Játékvezető: Mike Riley (angol) |

| 2005. augusztus 23. 21:05 |

| Liverpool FC | 0–1               | CSZKA Szofija |
| ------------ | ----------------- | ------------- |
|              | (0–1) Jegyzőkönyv | Iliev 14'     |

| Anfield, Liverpool Nézőszám: 42 175 Játékvezető: Wolfgang Stark (német) |

| 2005. augusztus 24. 20:05 |

| Slavia Praha | 0–2               | Anderlecht            |
| ------------ | ----------------- | --------------------- |
|              | (0–0) Jegyzőkönyv | Serhat 72' Mpenza 84' |

| Stadion Evžena Rošického, Prága Játékvezető: Éric Poulat (francia) |

| 2005. augusztus 24. 20:30 |

| Debreceni VSC | 0–3               | Manchester United             |
| ------------- | ----------------- | ----------------------------- |
|               | (0–1) Jegyzőkönyv | Heinze 20' 60' Richardson 65' |

| Ferenc Puskás Stadium, Budapest Játékvezető: Massimo Busacca (svájci) |

| 2005. augusztus 24. 20:30 |

| Club Brugge                             | 1–0 (h. u.)                 | Vålerenga                            |
| --------------------------------------- | --------------------------- | ------------------------------------ |
| Balaban 79'                             | (0–0, 1–0, 1–0) Jegyzőkönyv |                                      |
| Büntetőpárbaj                           |                             |                                      |
| Vermant Klukowski Blondel Dufer Balaban | 4–3                         | Berre Hulsker Skiri Gashi dos Santos |

| Jan Breydel Stadium, Brugge Játékvezető: Konrad Plautz (osztrák) |

| 2005. augusztus 24. 20:30 |

| Ajax                       | 3–1               | Brøndby IF   |
| -------------------------- | ----------------- | ------------ |
| Babel 50' Sneijder 80' 88' | (0–1) Jegyzőkönyv | Elmander 44' |

| Amsterdam Arena, Amszterdam Játékvezető: Markus Merk (német) |

| 2005. augusztus 24. 20:45 |

| Werder Bremen                           | 3–0               | FC Basel |
| --------------------------------------- | ----------------- | -------- |
| Klasnić 64' 72' Borowski 67' (11-esből) | (0–0) Jegyzőkönyv |          |

| Weserstadion, Bremen Játékvezető: Kim Milton Nielsen (dán) |

| 2005. augusztus 24. 20:45 |

| Rangers             | 2–0               | Anórthoszisz |
| ------------------- | ----------------- | ------------ |
| Buffel 39' Pršo 58' | (1–0) Jegyzőkönyv |              |

| Ibrox Stadium, Glasgow Játékvezető: Valentin Ivanov |

| 2005. augusztus 24. 21:00 |

| Internazionale | 1–1               | Sahtar Doneck |
| -------------- | ----------------- | ------------- |
| Recoba 12'     | (1–1) Jegyzőkönyv | Elano 25'     |

| San Siro, Milánó Játékvezető: Herbert Fandel (német) |

| 2005. augusztus 24. 22:00 |

| Villarreal CF          | 2–1               | Everton    |
| ---------------------- | ----------------- | ---------- |
| Sorín 21' Forlán 90+2' | (1–0) Jegyzőkönyv | Arteta 69' |

| Estadio El Madrigal, Villarreal Nézőszám: 21 500 Játékvezető: Pierluigi Collina (olasz) |